# ناحیه ایتکین، شهرستان ایتکین، مینه‌سوتا
شهرستان ایتکین، بخش ایتکین، مینه‌سوتا (به انگلیسی: Aitkin Township, Aitkin County, Minnesota) یک منطقهٔ مسکونی در ایالات متحده آمریکا است که در مینه‌سوتا واقع شده‌است.

## خصوصیات
شهرستان ایتکین ۸۸٫۹ کیلومترمربع مساحت و ۸۵۶ نفر جمعیت دارد و ۳۶۳ متر بالاتر از سطح دریا واقع شده‌است.